# São Bento do Sapucaí
São Bento do Sapucaí è un comune del Brasile nello Stato di San Paolo, parte della mesoregione della Vale do Paraíba Paulista e della microregione di Campos do Jordão.